# Campus UTEC
El campus UTEC es un edificio de estilo brutalista ubicado en el distrito limeño de Barranco, Perú, y sede de la Universidad de Ingeniería y Tecnología. El edificio es obra de las arquitectas irlandesas Yvonne Farrell y Shelley McNamara de Grafton Architects, ganadoras del Premio Pritzker 2020. Ha sido bautizado como el «Machu Picchu moderno».

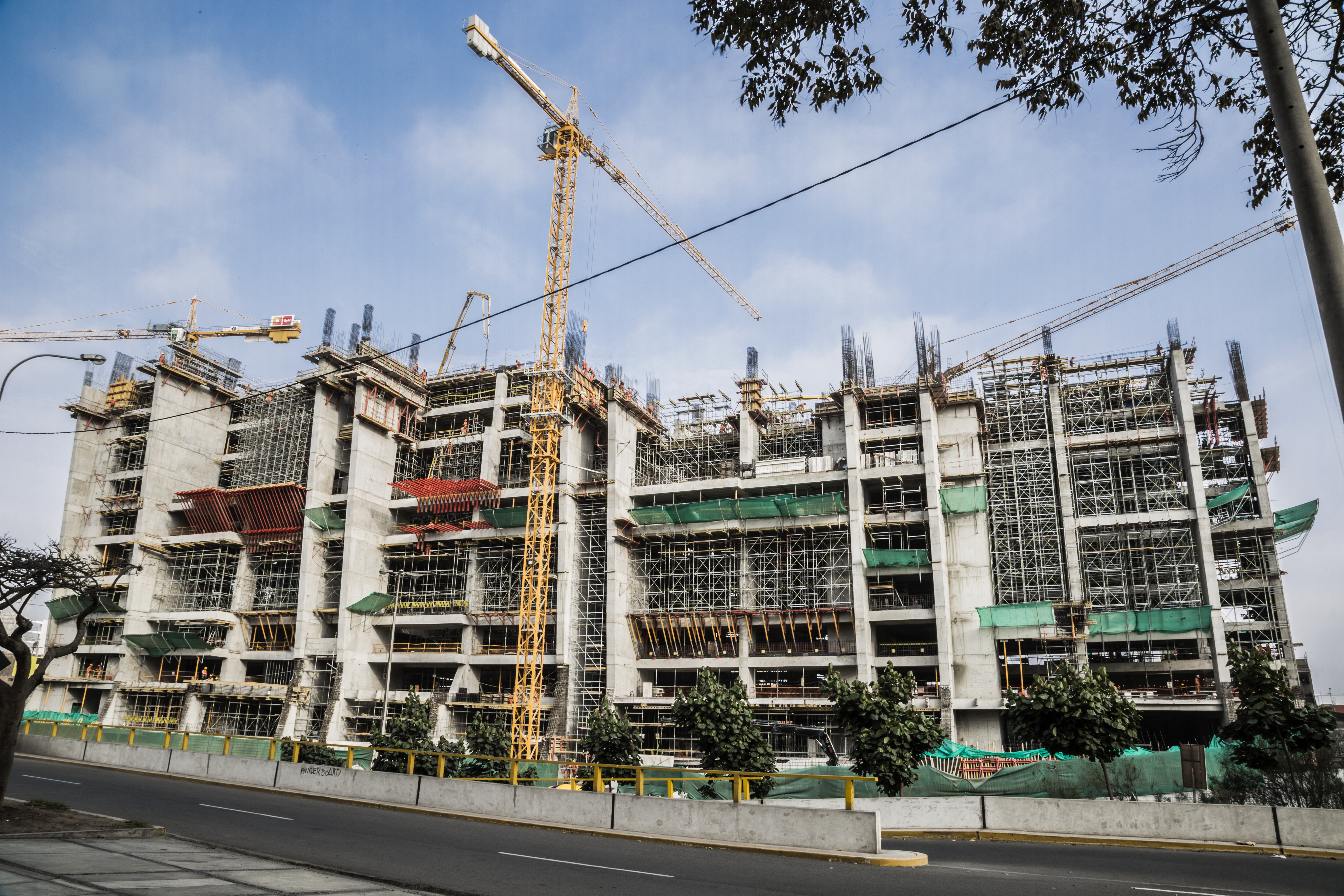
El campus en construcción

El campus, construido en 2015 por Graña y Montero, fue diseñado en 2011 por las arquitectas ganadoras del concurso Concurso Internacional de Arquitectura UTEC, las irlandesas Yvonne Farrell y Shelley McNamara de Grafton Architects. El proyecto obtuvo el premio «León de Plata» en la 13.º edición de la Bienal de Venecia. A inicios del 2020, Farrell y McNamara fueron reconocidas con el Premio Pritzker por su obra arquitectónica.
El edificio brutalista, que contó con un presupuesto de 100 millones de dólares para su construcción, se ubica entre la bajada de Armendáriz, la Vía Expresa de Luis Bedoya Reyes y la Avenida Reducto.